# Расъёль (приток Войвожа)
Расъёль (устар. Бабка-Ёльвож) — река в России, протекает по Республике Коми. Устье реки находится в 31 км по правому берегу реки Войвож. Длина реки составляет 11 км.

## Данные водного реестра
По данным государственного водного реестра России относится к Двинско-Печорскому бассейновому округу, водохозяйственный участок реки — Печора от водомерного поста у посёлка Шердино до впадения реки Уса, речной подбассейн реки — бассейны притоков Печоры до впадения Усы. Речной бассейн реки — Печора.
Код объекта в государственном водном реестре — 03050100212103000063566.